# Siamogale melilutra
Siamogale melilutra es una especie extinta de nutria de la familia Mustelidae y del género Siamogale, que vivió en las tierras del actual Yunnan, China, de hace 6.2 millones de años, en el Mioceno.

## Descripción
Tenía una gran mandíbula poderosa, con grandes dientes bunodontes, capaces de romper las conchas de moluscos de las lagunas de dicha zona. Pesaba 50 kilogramos, era aproximadamente del tamaño de un lobo común. Según los restos fósiles de nutrias más antiguas que se conocen, se remontan de hace 18 millones de años, época del Mioceno. La otra especie del género es Siamogale thailandica (de Tailandia), del Mioceno. 

## Historia
En Shuitangba, en Yunnan, China, se hallaron tres individuos, con el cráneo completo, mandíbula con denticiones y otros varios elementos del esqueleto. Uno de los cráneos fue aplastado en el momento de desenterrarse, y los huesos no se podían restaurar.

## Alimentación y Hábitat
En la fauna de Shuitangba, había mucha vegetación densa, además, a finales del Mioceno, la temperatura de Shuitangba era de 11.3–17.6 °C, el hábitat natural de éste animal, era los pantanos que había en algunas en Shuitangba, aparte, estaban los mamíferos, el más común de la zona era el Tapirus yunnanensis, entre otros, también fósiles de los primates Lufengpithecus, y un hominoide, varios tipos de plantas como Carya, y Corylus, también los frutos fósiles Euryale, y Trapa.